# Sport-Verein Werder von 1899 1984-1985
Questa voce raccoglie le informazioni riguardanti il Sport-Verein Werder von 1899 nelle competizioni ufficiali della stagione 1984-1985.

## Stagione
Nella stagione 1984-1985 il Werder Brema, allenato da Otto Rehhagel, concluse il campionato di Bundesliga al 2º posto. In Coppa di Germania il Werder Brema fu eliminato ai quarti di finale dal Bayer Uerdingen. In Coppa UEFA il Werder Brema fu eliminato al primo turno dall'Anderlecht.

## Rosa
| N. |                     | Ruolo | Calciatore       |
| -- | ------------------- | ----- | ---------------- |
|    | Germania (bandiera) | P     | Dieter Burdenski |
|    | Germania (bandiera) | P     | Klaus Funk       |
|    | Germania (bandiera) | D     | Rigobert Gruber  |
|    | Germania (bandiera) | D     | Karl-Heinz Kamp  |
|    | Germania (bandiera) | D     | Michael Kutzop   |
|    | Germania (bandiera) | D     | Dirk Lellek      |
|    | Germania (bandiera) | D     | Axel Noruschat   |
|    | Giappone (bandiera) | D     | Yasuhiko Okudera |
|    | Germania (bandiera) | D     | Jonny Otten      |
|    | Austria (bandiera)  | D     | Bruno Pezzey     |
|    | Germania (bandiera) | D     | Gunnar Sauer     |

| N. |                     | Ruolo | Calciatore       |
| -- | ------------------- | ----- | ---------------- |
|    | Germania (bandiera) | D     | Thomas Schaaf    |
|    | Germania (bandiera) | C     | Günter Hermann   |
|    | Germania (bandiera) | C     | Norbert Meier    |
|    | Germania (bandiera) | C     | Benno Möhlmann   |
|    | Germania (bandiera) | C     | Wolfgang Sidka   |
|    | Germania (bandiera) | C     | Norbert Siegmann |
|    | Germania (bandiera) | C     | Thomas Wolter    |
|    | Germania (bandiera) | A     | Frank Neubarth   |
|    | Germania (bandiera) | A     | Frank Ordenewitz |
|    | Germania (bandiera) | A     | Uwe Reinders     |
|    | Germania (bandiera) | A     | Rudi Völler      |

## Organigramma societario
Area tecnica
- Allenatore: Otto Rehhagel
- Allenatore in seconda:
- Preparatore dei portieri:
- Preparatori atletici:

## Calciomercato

### Sessione estiva
| Acquisti | Acquisti       | Acquisti          | Acquisti |
| R.       | Nome           | da                | Modalità |
| -------- | -------------- | ----------------- | -------- |
| D        | Michael Kutzop | Kickers Offenbach |          |
| C        | Thomas Wolter  | HEBC Hamburg      |          |

| Cessioni | Cessioni          | Cessioni   | Cessioni |
| R.       | Nome              | a          | Modalità |
| -------- | ----------------- | ---------- | -------- |
| A        | Michael Böhnke    | Bocholt    |          |
| D        | Klaus Fichtel     | Schalke 04 |          |
| D        | Matthias Ruländer | St. Pauli  |          |

### Sessione invernale
| Acquisti | Acquisti | Acquisti | Acquisti |
| R.       | Nome     | da       | Modalità |
| -------- | -------- | -------- | -------- |

| Cessioni | Cessioni | Cessioni | Cessioni |
| R.       | Nome     | a        | Modalità |
| -------- | -------- | -------- | -------- |

## Risultati

### Bundesliga

#### Girone di andata
| Arbitro: | Theobald |

|            |           |  |
| Kutzop 86’ | Marcatori |  |

| Arbitro: | Uhlig |

|                                    |           |                         |
| Rummenigge 15’ Lerby 39’, 53’, 87’ | Marcatori | 43’ Pezzey 61’ Neubarth |

| Arbitro: | Tritschler |

|                                                                 |           |                        |
| Meier 20’, 64’, 66’ Reinders 47’ (rig.) Völler 48’ Neubarth 52’ | Marcatori | 44’ Allofs 76’ Hartwig |

| Arbitro: | Föckler |

|                   |           |                                       |
| Claesen 5’ (rig.) | Marcatori | 35’ (rig.) Sidka 72’ Meier 90’ Kutzop |

| Arbitro: | Schütte |

|                |           |                |
| Ordenewitz 83’ | Marcatori | 3’ Schlindwein |

| Arbitro: | Brückner |

|                          |           |                                    |
| Thiele 28’, 68’ Fach 40’ | Marcatori | 48’ (aut.) Eðvaldsson 77’ Möhlmann |

| Arbitro: | Kautschor |

|                              |           |                                   |
| Pezzey 24’, 90’ Möhlmann 43’ | Marcatori | 45’ Trieb 59’ Berthold 77’ Krämer |

| Arbitro: | Scheuerer |

|                            |           |                         |
| Thon 35’ Täuber 56’ (rig.) | Marcatori | 44’ Neubarth 57’ Völler |

| Arbitro: | Wahmann |

|                                                     |           |                          |
| Reinders 44’ Völler 54’, 81’ Neubarth 64’ Meier 65’ | Marcatori | 42’ von Heesen 87’ Kaltz |

| Arbitro: | Dellwing |

|          |           |                   |
| Mill 47’ | Marcatori | 67’ (aut.) Hannes |

| Arbitro: | Neuner |

|                       |           |                        |
| Völler 28’ Schaaf 65’ | Marcatori | 52’ Knüwe 80’ Schreier |

| Leverkusen 10 novembre 1984, ore 15:30 CET 12ª giornata | Bayer Leverkusen | 0 – 0 referto | Werder Brema | Ulrich-Haberland-Stadion (10 000 spett.)\| Arbitro: \| Ermer \| |
| Arbitro:                                                | Ermer            |               |              |                                                                 |

| Arbitro: | Ahlenfelder |

|                                                                 |           |            |
| Neubarth 28’, 40’, 51’ Völler 36’, 48’ Reinders 45’, 88’ (rig.) | Marcatori | 12’ Künast |

| Arbitro: | Assenmacher |

|                     |           |                          |
| Allofs 80’ Bold 84’ | Marcatori | 33’ Reinders 65’ Hermann |

| Arbitro: | Schmidhuber |

|                                   |           |                |
| Neubarth 21’, 27’ Völler 29’, 63’ | Marcatori | 39’ Kindermann |

| Arbitro: | Correll |

|                           |           |                                            |
| Reich 6’, 28’ (rig.), 73’ | Marcatori | 1’, 90’ Möhlmann 14’ Neubarth 81’ Reinders |

| Arbitro: | Werner |

|                                                     |           |  |
| Neubarth 27’ Reinders 35’ Völler 40’, 50’, 64’, 67’ | Marcatori |  |

#### Girone di ritorno
| Arbitro: | Hontheim |

|                       |           |            |
| Schäfer 13’, 67’, 76’ | Marcatori | 70’ Pezzey |

| Arbitro: | Ahlenfelder |

|                                                |           |                             |
| Völler 8’, 71’ Reinders 12’ (rig.) Hermann 48’ | Marcatori | 44’ Nachtweih 61’ Wohlfarth |

| Arbitro: | Niebergall |

|                                |           |                         |
| Allofs 12’, 55’ Littbarski 71’ | Marcatori | 59’ Neubarth 86’ Pezzey |

| Arbitro: | Assenmacher |

|                                   |           |           |
| Reinders 13’ Sidka 26’ Völler 40’ | Marcatori | 88’ Kempe |

| Arbitro: | Wuttke |

|           |           |            |
| Schön 71’ | Marcatori | 70’ Völler |

| Arbitro: | Scheuerer |

|                       |           |            |
| Okudera 3’ Pezzey 33’ | Marcatori | 61’ Thiele |

| Arbitro: | Wahmann |

|            |           |                                  |
| Müller 14’ | Marcatori | 44’ Meier 47’ Okudera 84’ Völler |

| Arbitro: | Jupe |

|                        |           |              |
| Möhlmann 30’ Sidka 46’ | Marcatori | 83’ Hartmann |

| Arbitro: | Schmidhuber |

|                           |           |  |
| Magath 32’ von Heesen 53’ | Marcatori |  |

| Arbitro: | Hontheim |

|                      |           |  |
| Völler 44’ Meier 62’ | Marcatori |  |

| Arbitro: | Brehm |

|              |           |                                           |
| Benatelli 3’ | Marcatori | 24’ (aut.) Oswald 37’ Völler 78’ Möhlmann |

| Arbitro: | Dellwing |

|                        |           |                        |
| Okudera 12’ Völler 15’ | Marcatori | 57’ Götz 79’ Reinhardt |

| Arbitro: | Matheis |

|                     |           |            |
| Harforth 88’ (rig.) | Marcatori | 86’ Völler |

| Arbitro: | Weber |

|                                                          |           |            |
| Neubarth 25’, 90’ Völler 50’, 63’ Reinders 67’ Sidka 83’ | Marcatori | 33’ Brehme |

| Arbitro: | Schütte |

|  |           |                        |
|  | Marcatori | 6’ Völler 84’ Reinders |

| Arbitro: | Theobald |

|                           |           |           |
| Möhlmann 19’ Reinders 89’ | Marcatori | 60’ Ozaki |

| Arbitro: | Föckler |

|                      |           |  |
| Schüler 56’ Egli 85’ | Marcatori |  |

### Coppa di Germania
| Arbitro: | Diekert |

|  |           |                                                 |
|  | Marcatori | 22’, 37’ Möhlmann 54’ (rig.) Reinders 87’ Otten |

| Arbitro: | Weber |

|                                                      |           |  |
| Neubarth 24’, 42’ Reinders 27’ Pezzey 37’ Völler 43’ | Marcatori |  |

| Arbitro: | Waltert |

|                       |           |                                            |
| Nehl 21’ Bertrams 61’ | Marcatori | 7’ Reinders 13’ Sidka 43’ Pezzey 74’ Meier |

| Arbitro: | Föckler |

|                            |           |              |
| Herget 47’ Guðmundsson 53’ | Marcatori | 43’ Reinders |

### Coppa UEFA
| Arbitro: | Butenko |

|                   |           |  |
| Czerniatynski 88’ | Marcatori |  |

| Arbitro: | Delmer |

|                       |           |                  |
| Sidka 48’ (rig.), 60’ | Marcatori | 63’ (aut.) Sidka |

## Statistiche

### Statistiche di squadra
| Competizione      | Punti | In casa | In casa | In casa | In casa | In casa | In casa | In trasferta | In trasferta | In trasferta | In trasferta | In trasferta | In trasferta | Totale | Totale | Totale | Totale | Totale | Totale | DR  |
| Competizione      | Punti | G       | V       | N       | P       | Gf      | Gs      | G            | V            | N            | P            | Gf           | Gs           | G      | V      | N      | P      | Gf     | Gs     | DR  |
| ----------------- | ----- | ------- | ------- | ------- | ------- | ------- | ------- | ------------ | ------------ | ------------ | ------------ | ------------ | ------------ | ------ | ------ | ------ | ------ | ------ | ------ | --- |
| Bundesliga        | 46    | 17      | 13      | 4       | 0       | 58      | 21      | 17           | 5            | 6            | 6            | 29           | 30           | 34     | 18     | 10     | 6      | 87     | 51     | +36 |
| Coppa di Germania | -     | 1       | 1       | 0       | 0       | 5       | 0       | 3            | 2            | 0            | 1            | 9            | 4            | 4      | 3      | 0      | 1      | 14     | 4      | +10 |
| Coppa UEFA        | -     | 1       | 1       | 0       | 0       | 2       | 1       | 1            | 0            | 0            | 1            | 0            | 1            | 2      | 1      | 0      | 1      | 2      | 2      | 0   |
| Totale            | 46    | 19      | 15      | 4       | 0       | 65      | 22      | 21           | 7            | 6            | 8            | 38           | 35           | 40     | 22     | 10     | 8      | 103    | 57     | +46 |

### Andamento in campionato
| Giornata  | 1 | 2  | 3 | 4 | 5 | 6 | 7 | 8 | 9 | 10 | 11 | 12 | 13 | 14 | 15 | 16 | 17 | 18 | 19 | 20 | 21 | 22 | 23 | 24 | 25 | 26 | 27 | 28 | 29 | 30 | 31 | 32 | 33 | 34 |
| --------- | - | -- | - | - | - | - | - | - | - | -- | -- | -- | -- | -- | -- | -- | -- | -- | -- | -- | -- | -- | -- | -- | -- | -- | -- | -- | -- | -- | -- | -- | -- | -- |
| Luogo     | C | T  | C | T | C | T | C | T | C | T  | C  | T  | C  | T  | C  | T  | C  | T  | C  | T  | C  | T  | C  | T  | C  | T  | C  | T  | C  | T  | C  | T  | C  | T  |
| Risultato | V | P  | V | V | N | P | N | N | V | N  | N  | N  | V  | N  | V  | V  | V  | P  | V  | P  | V  | N  | V  | V  | V  | P  | V  | V  | N  | N  | V  | V  | V  | P  |
| Posizione | 8 | 12 | 5 | 3 | 2 | 4 | 5 | 5 | 3 | 3  | 3  | 4  | 3  | 3  | 3  | 2  | 2  | 3  | 2  | 3  | 2  | 2  | 2  | 2  | 2  | 2  | 2  | 2  | 2  | 2  | 2  | 2  | 2  | 2  |

Legenda:

Luogo: C = Casa; T = Trasferta. Risultato: V = Vittoria; N = Pareggio; P = Sconfitta.

### Statistiche dei giocatori
| Giocatore     | Bundesliga | Bundesliga | Bundesliga  | Bundesliga | Coppa di Germania | Coppa di Germania | Coppa di Germania | Coppa di Germania | Coppa UEFA | Coppa UEFA | Coppa UEFA  | Coppa UEFA | Totale   | Totale | Totale      | Totale     |
| Giocatore     | Presenze   | Reti       | Ammonizioni | Espulsioni | Presenze          | Reti              | Ammonizioni       | Espulsioni        | Presenze   | Reti       | Ammonizioni | Espulsioni | Presenze | Reti   | Ammonizioni | Espulsioni |
| ------------- | ---------- | ---------- | ----------- | ---------- | ----------------- | ----------------- | ----------------- | ----------------- | ---------- | ---------- | ----------- | ---------- | -------- | ------ | ----------- | ---------- |
| D. Burdenski  | 34         | 0          | 2           | 0          | 4                 | 0                 | 0                 | 0                 | 2          | 0          | 0           | 0          | 40       | 0      | 2           | 0          |
| K. Funk       | 0          | 0          | 0           | 0          | 0                 | 0                 | 0                 | 0                 | 0          | 0          | 0           | 0          | 0        | 0      | 0           | 0          |
| R. Gruber     | 0          | 0          | 0           | 0          | 0                 | 0                 | 0                 | 0                 | 0          | 0          | 0           | 0          | 0        | 0      | 0           | 0          |
| G. Hermann    | 31         | 2          | 1           | 0          | 4                 | 0                 | 0                 | 0                 | 2          | 0          | 0           | 0          | 37       | 2      | 1           | 0          |
| K. Kamp       | 0          | 0          | 0           | 0          | 0                 | 0                 | 0                 | 0                 | 0          | 0          | 0           | 0          | 0        | 0      | 0           | 0          |
| M. Kutzop     | 24         | 2          | 1           | 0          | 3                 | 0                 | 0                 | 0                 | 2          | 0          | 0           | 0          | 29       | 2      | 1           | 0          |
| D. Lellek     | 3          | 0          | 0           | 0          | 0                 | 0                 | 0                 | 0                 | 0          | 0          | 0           | 0          | 3        | 0      | 0           | 0          |
| N. Meier      | 30         | 7          | 2           | 0          | 4                 | 1                 | 0                 | 0                 | 2          | 0          | 0           | 0          | 36       | 8      | 2           | 0          |
| B. Möhlmann   | 34         | 7          | 2           | 0          | 4                 | 2                 | 0                 | 0                 | 2          | 0          | 0           | 0          | 40       | 9      | 2           | 0          |
| F. Neubarth   | 31         | 14         | 3           | 0          | 3                 | 2                 | 0                 | 0                 | 2          | 0          | 0           | 0          | 36       | 16     | 3           | 0          |
| A. Noruschat  | 0          | 0          | 0           | 0          | 0                 | 0                 | 0                 | 0                 | 0          | 0          | 0           | 0          | 0        | 0      | 0           | 0          |
| Y. Okudera    | 33         | 3          | 3           | 0          | 4                 | 0                 | 1                 | 0                 | 2          | 0          | 0           | 0          | 39       | 3      | 4           | 0          |
| F. Ordenewitz | 9          | 1          | 0           | 0          | 1                 | 0                 | 0                 | 0                 | 0          | 0          | 0           | 0          | 10       | 1      | 0           | 0          |
| J. Otten      | 32         | 0          | 2           | 1          | 4                 | 1                 | 0                 | 0                 | 2          | 0          | 0           | 0          | 38       | 1      | 2           | 1          |
| B. Pezzey     | 33         | 6          | 3           | 0          | 4                 | 2                 | 0                 | 0                 | 2          | 0          | 0           | 0          | 39       | 8      | 3           | 0          |
| U. Reinders   | 28         | 12         | 2           | 0          | 4                 | 4                 | 0                 | 0                 | 1          | 0          | 0           | 0          | 33       | 16     | 2           | 0          |
| G. Sauer      | 1          | 0          | 0           | 0          | 0                 | 0                 | 0                 | 0                 | 0          | 0          | 0           | 0          | 1        | 0      | 0           | 0          |
| T. Schaaf     | 32         | 1          | 0           | 0          | 4                 | 0                 | 0                 | 0                 | 2          | 0          | 0           | 0          | 38       | 1      | 0           | 0          |
| W. Sidka      | 32         | 4          | 4           | 0          | 3                 | 1                 | 1                 | 0                 | 2          | 2          | 0           | 0          | 37       | 7      | 5           | 0          |
| N. Siegmann   | 0          | 0          | 0           | 0          | 0                 | 0                 | 0                 | 0                 | 1          | 0          | 0           | 0          | 1        | 0      | 0           | 0          |
| R. Völler     | 32         | 25         | 2           | 0          | 4                 | 1                 | 1                 | 0                 | 2          | 0          | 0           | 0          | 38       | 26     | 3           | 0          |
| T. Wolter     | 3          | 0          | 0           | 0          | 2                 | 0                 | 0                 | 0                 | 0          | 0          | 0           | 0          | 5        | 0      | 0           | 0          |